# Phaeanthus
Phaeanthus é um género botânico pertencente à família Annonaceae .
1. ↑  «Phaeanthus — World Flora Online». www.worldfloraonline.org. Consultado em 19 de agosto de 2020